# إيدا كار
إيدا كار (8 نيسان 1908 - 24 كانون الأول 1974) كانت مصورة فوتوغرافية نشطة بشكل رئيس في لندن بعد عام 1945. التقطت العديد من الصور بالأبيض والأسود [الإنجليزية] للفنانين والكتاب. كان معرضها الفردي للصور الفوتوغرافية في معرض وايت تشابل [الإنجليزية] في عام 1960 هو الأول من نوعه الذي يقام في معرض عام كبير في لندن. وقد ساهم كار بذلك بشكل كبير في الاعتراف بالتصوير الفوتوغرافي كشكل من أشكال الفنون الجميلة.

## قراءة إضافية
- كولن ماكينيس وآخرون (1960). إيدا كار: معرض لصور الفنانين والكتاب في بريطانيا العظمى وفرنسا والاتحاد السوفييتي، وصور فوتوغرافية أخرى، أقيم في معرض وايت تشابل للفنون، لندن، مارس/آذار وأبريل/نيسان 1960. لندن: [معرض وايت تشابل].
- فال ويليامز (1989). إيدا كار: مصورة فوتوغرافية . لندن: دار فيراجو للنشر.(ردمك 9781853811043)رقم ISBN 9781853811043 .
- كلير فريستون، كارين رايت (2011). إيدا كار: مصور بوهيمي . لندن: المعرض الوطني للصور.(ردمك 9781855144224)رقم ISBN 9781855144224 .